# 호즈촌
호즈촌(일본어: 保津村)은 일본 교토부 미나미쿠와다군에 설치되었던 정이다.